# Komsi
Komsi är en by (estniska: küla) i Otepää kommun i landskapet Valgamaa i sydöstra Estland. Byn ligger direkt nordöst om småköpingen Puka.
I kyrkligt hänseende hör byn till Sangaste församling inom den Estniska evangelisk-lutherska kyrkan.
Före kommunreformen 2017 hörde byn till dåvarande Puka kommun.